# Chameau (navire)
Pour les articles homonymes, voir Chameau (homonymie).

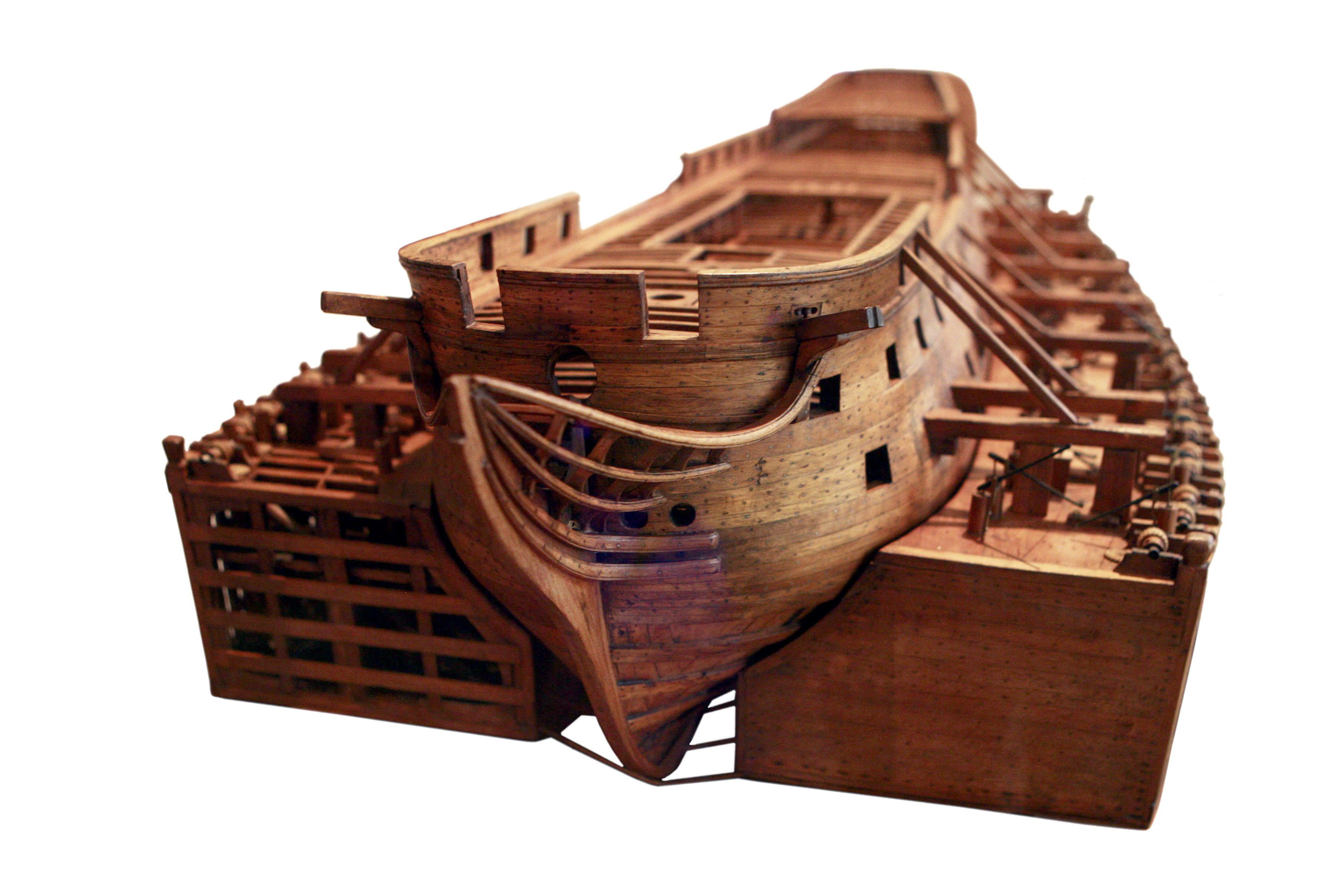

Un chameau est un réservoir de flottaison externe, installé sur le flanc d'un navire, pour augmenter sa flottabilité ou encore pour réduire, temporairement, son tirant d'eau, afin de franchir des zones de haut fonds (bancs de sable par exemple). Inventé en 1690 pour le port d'Amsterdam, alors difficilement inaccessible aux navires marchands à fort tirant d'eau, ce système a servi dans le monde entier, et est encore utilisé au XXIe siècle.

## Histoire

### Amsterdam

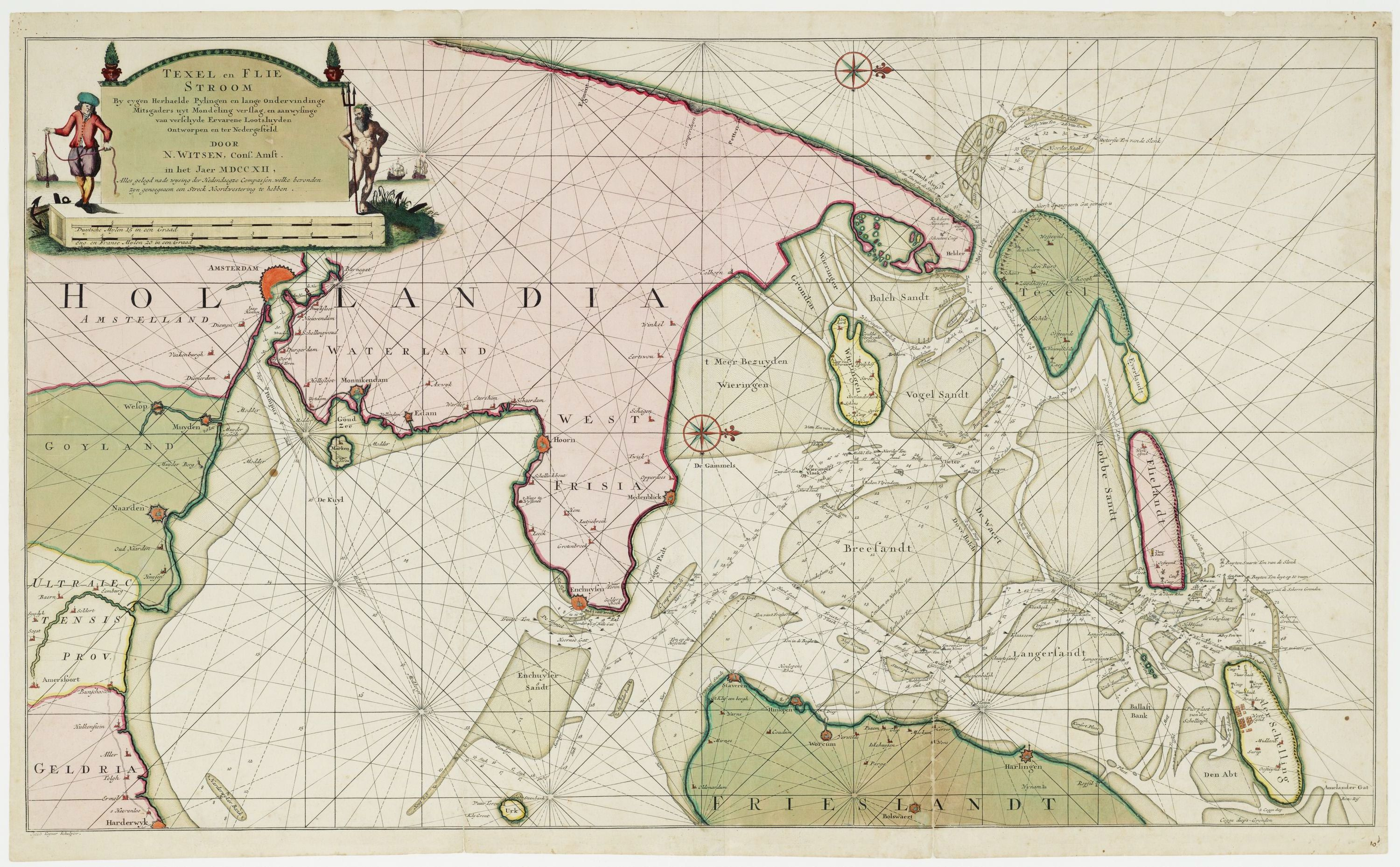
Le Zuiderzee en 1712. En haut à gauche, le Pampus et Amsterdam

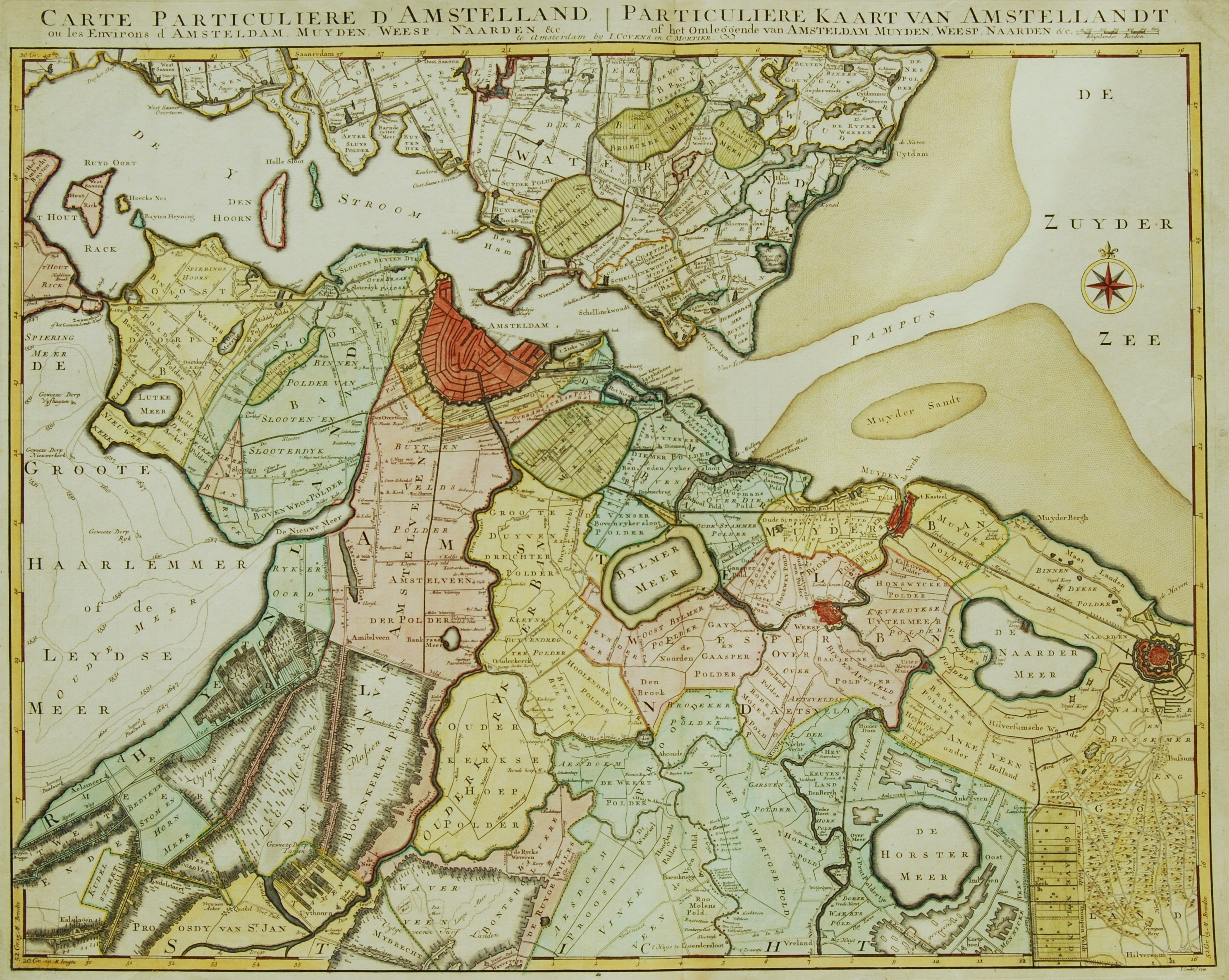
Le Pampus vers 1749, obstacle pour accéder à Amsterdam

A la fin du XVIIe siècle, les Pays-Bas sont un pays au commerce florissant. Les bateaux de la Compagnie néerlandaise des Indes orientales sillonnent les mers du monde entier, pour ramener des marchandises précieuses en métropole et dans sa capitale Amsterdam. Pour atteindre celle-ci, après la Mer du Nord, ils traversent le Zuiderzee, empruntent le chenal du Pampus avec un pilote expérimenté, et remontent l'IJ. Or, le Pampus s'envase progressivement. Ses eaux peu profondes (environ 3 m à marée haute) rendent Amsterdam d'autant plus inaccessible aux navires marchands, qu'avec le succès, ceux-ci ont augmenté en taille et en tirant d'eau. Les navires sont souvent contraints de patienter longtemps devant le banc de Pampus, qu'un bateau à fond plat soit halé à marée haute par des hommes, des chevaux, sur lequel ils transfèrent les marchandises.

### L'invention de Bakker

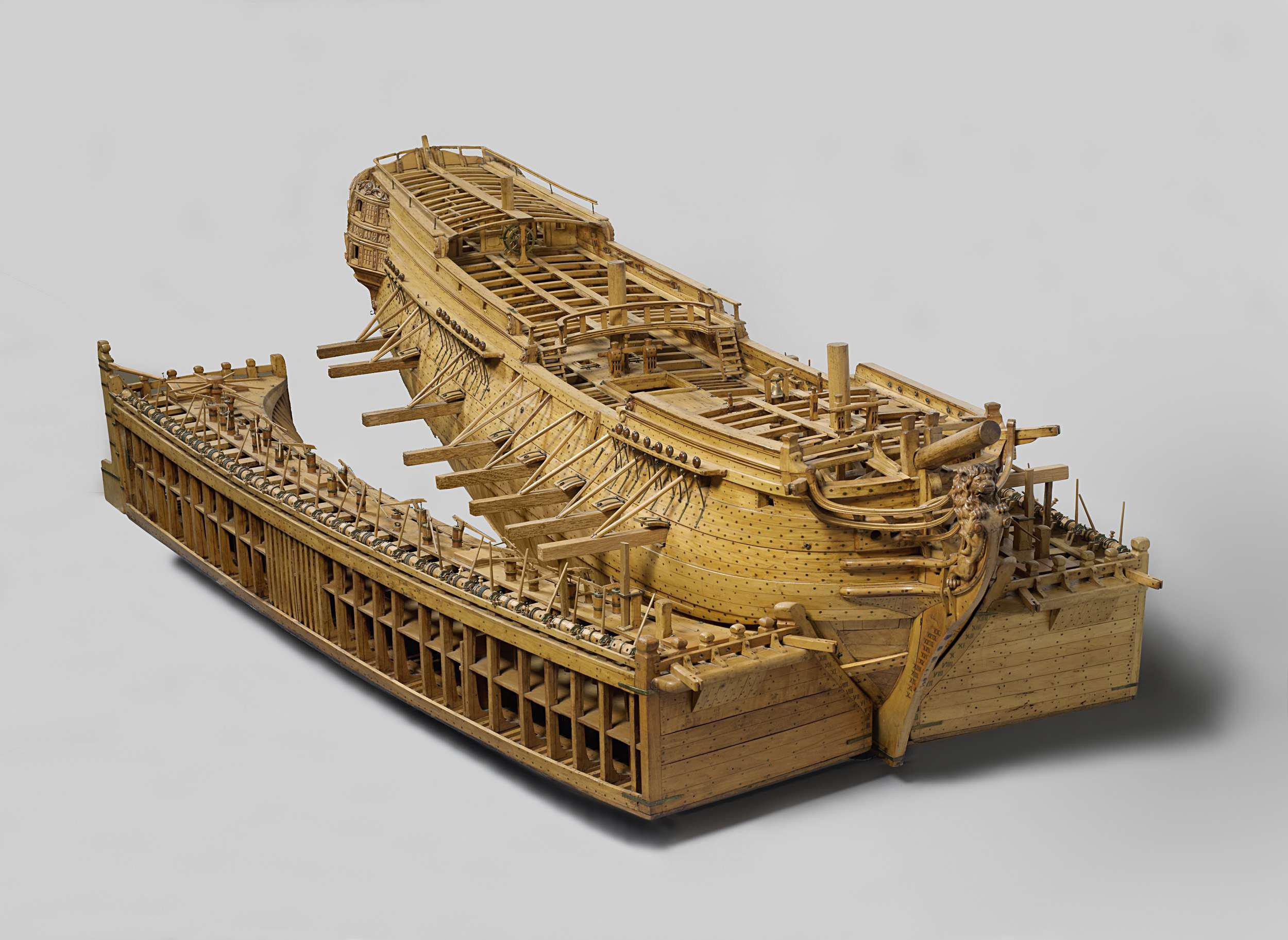
Maquette d'un navire avec des chameaux vers 1742

Pour régler ce problème, le Hollandais Meeuwis Meindertsz Bakker invente le "chameau de navire".
Le chameau est une structure flottante, équipée de ballasts d'eau. Ces réservoirs sont remplis et vidés en fonction du besoin. Cela fait respectivement baisser et remonter le chameau dans l'eau. Le principe est de remplir les ballasts pour couler partiellement le chameau, avant de l'arrimer au navire. Désormais, le vaisseau suivra les mouvements du chameau. L'étape suivante est de diminuer le poids de l'ensemble chameau-navire en pompant l'eau des ballasts. Le volume d'eau déplacé fait remonter l'ensemble vers la surface (Poussée d'Archimède). Avec un tirant d'eau réduit, l'obstacle peut être franchi, puis les chameaux retirés.

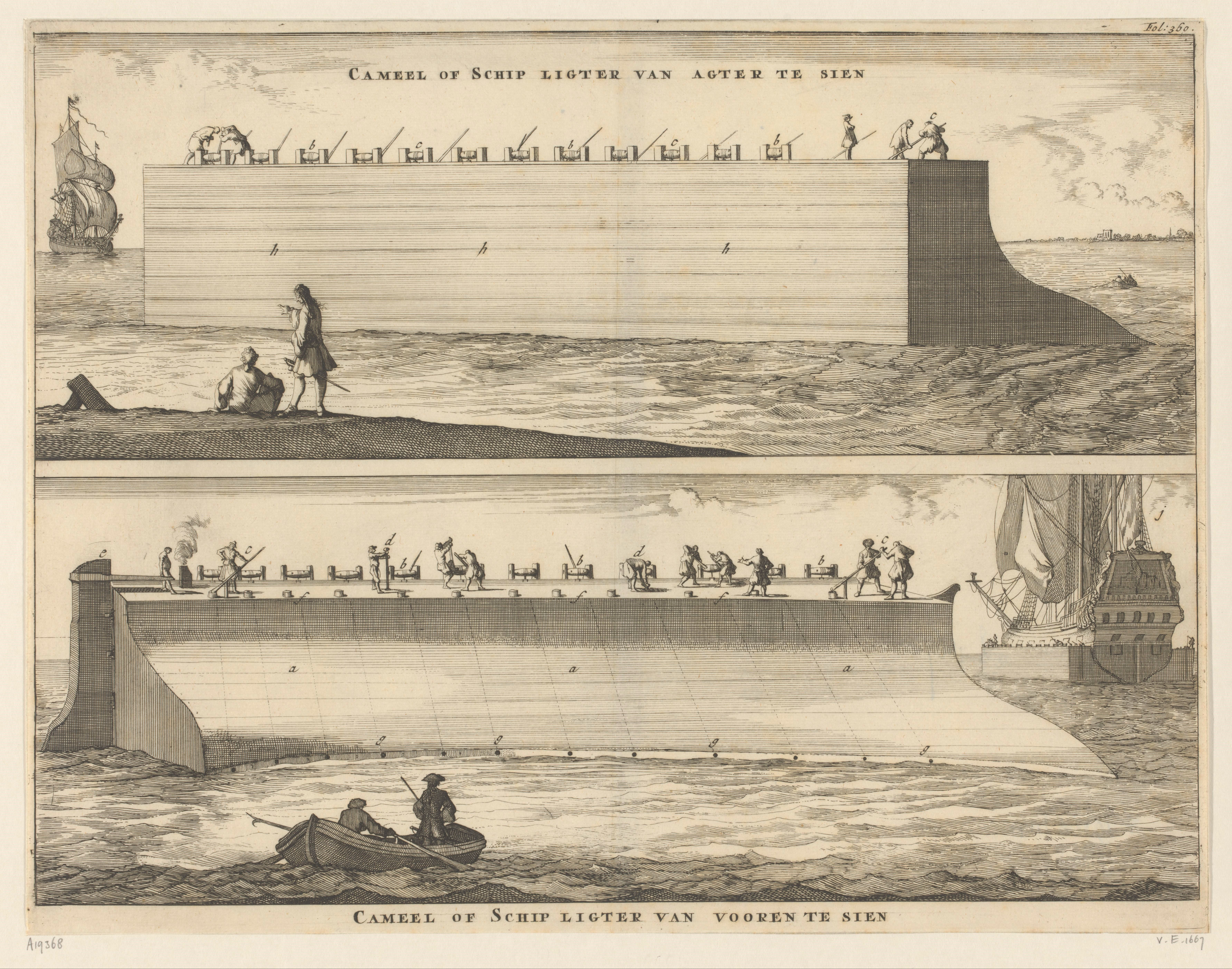
Chameaux : formes et pompes

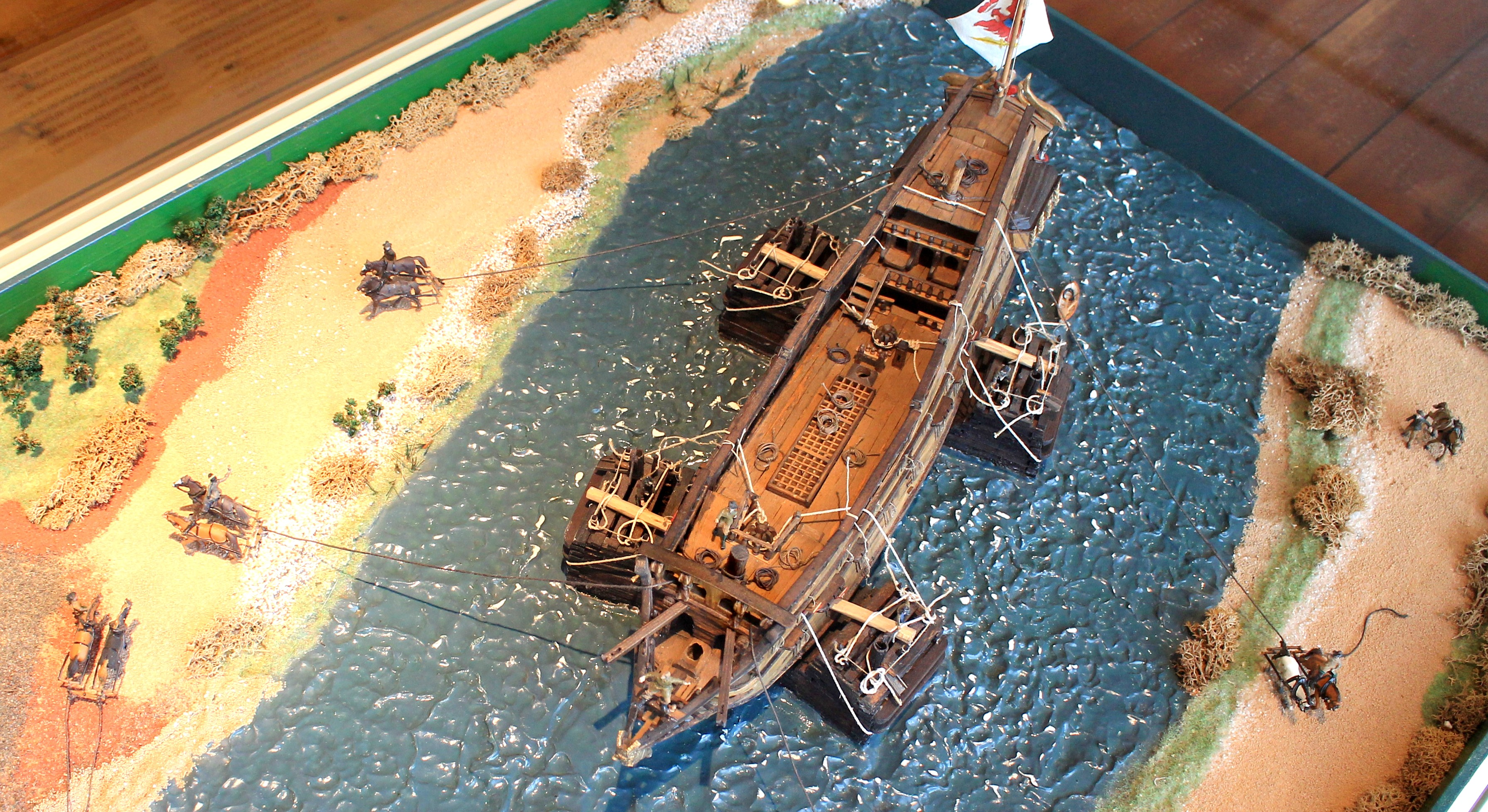
Deux paires de chameaux posées en vis-à vis du navire

Les parois intérieures du chameau peuvent être concaves et courbées pour s'adapter à la coque du navire. La force de relevage est mieux répartie.
Les chameaux sont utilisés par paires opposées, pour que la force amenant la remontée s'applique sur l'axe du navire.
En avril 1690, Bakker teste son invention sur le grand navire de guerre Princess Maria. Flanqué de deux chameaux, le navire est tiré, par des navires plus petits, à travers le Pampus et atteint le Zuiderzee. L'Amirauté d'Amsterdam accorde à Bakker une rente viagère pour son invention. Dès lors, et durant le XVIIIe siècle, l'âge d'or hollandais, les chameaux sont utilisés pour franchir le Pampus.
Parfois, les Hollandais en reprennent le principe avec des barges équipées de voiles. Leurs cales servent de ballast, et l'arrimage est fait à l'aide de chaînes. L'eau est pompée hors des cales, soulevant le navire. Si le vent est favorable, le navire peut ensuite naviguer jusqu'à Amsterdam.

### La fin de l'utilisation des chameaux à Amsterdam
Avec le temps; la profondeur de l'eau dans le Zuiderzee à Pampus diminue encore.
La plupart du temps, le vent ne soufflant pas d'est, les navires marchands et les chalands sont immobilisés « au large de Pampus ». L'attente peut durer des jours, d'où l'expression : « Se coucher au large de Pampus », qui signifie « Ne rien pouvoir faire ».
Le coût pour arriver à Amsterdam étant exhorbitant, de nombreux bateaux s'arrêtent en rade de Texel.
Moins employés, les chameaux sont vendus. Les derniers quittent Amsterdam le 22 juillet 1834, après 144 ans de bons et loyaux services.

### Des canaux pour remplacer les chameaux

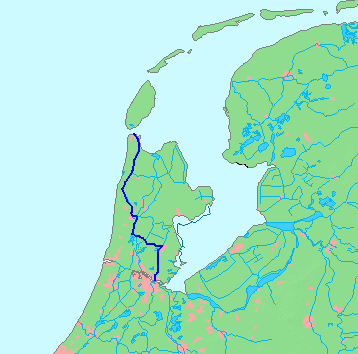
Le Noordhollands kanaal

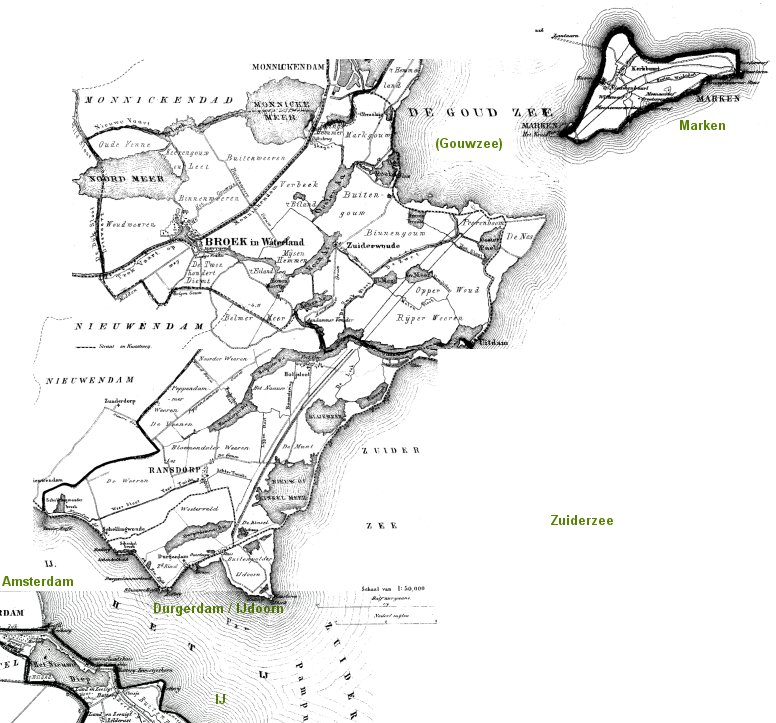
Le tracé du Goudriaankanaal

Outre que l'utilisation des chameaux prend beaoucoup de temps, les problèmes d'échouage des navires dans le Zuiderzee sont, au début du XIXe siècle, à l'origine du creusement du Noordhollandsch Kanaal, qui est achevé en 1824.

Une tentative de créer une route plus courte vers le Zuiderzee en creusant le Goudriaankanaal traversant Waterland et Marken. est abandonnée en 1828, en raison de problèmes financiers et de l'opposition de la ville d'Amsterdam.

### Les chameaux à Venise

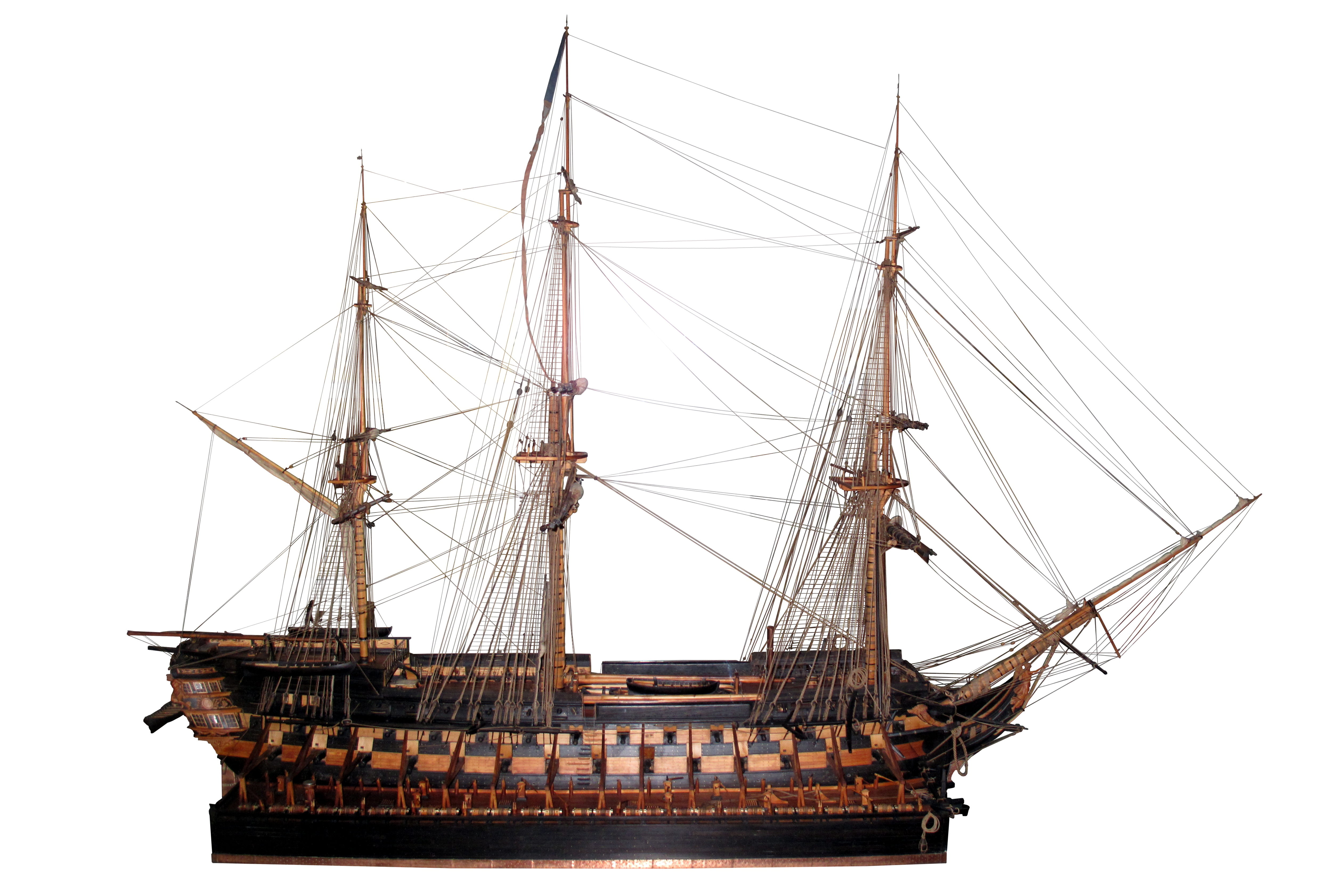
Maquette du Rivoli tel qu'à sa sortie du port de Venise.

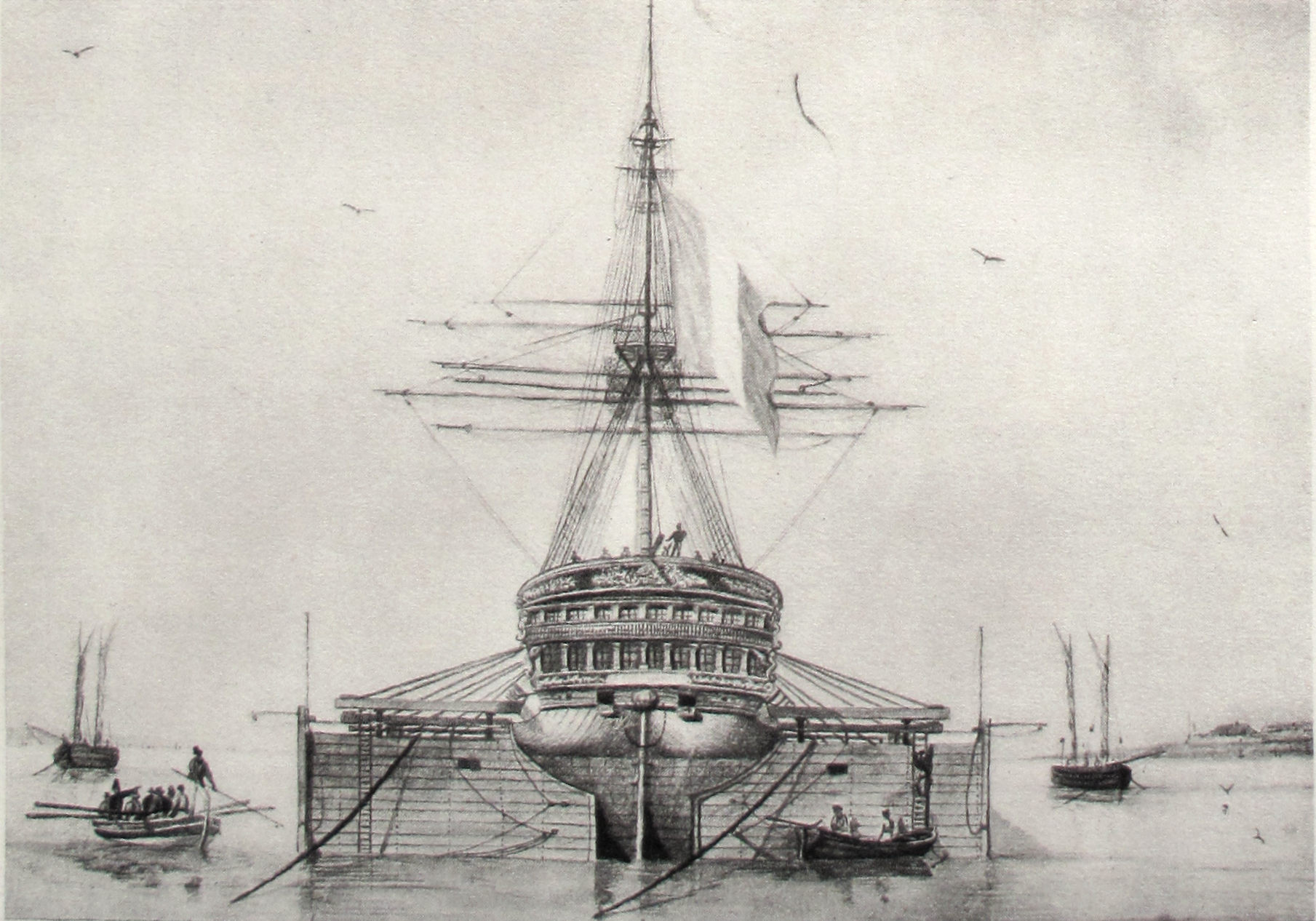
Le Mont-Sanit-Bernard avec ses chameaux, à Venise

Au début du XIXe siècle, l'ingénieur français Mathurin-François Boucher vient en Hollande pour étudier le système. Il l'applique avec succès sur les navires de 74 canons Rivoli et Mont Saint-Bernard : construits à Venise, alors en territoire français, avec un excédent de tirant d'eau pour franchir la passe de Malamocco, les chameaux de Boucher leur permettent de franchir l'obstacle le 20 février 1812.La construction de tels navires dans le port de Venise est désormais possible.

### Sur les Grands Lacs d'Amérique
Fin juillet 1813, sur le lac Érié, le commodore Oliver H. Perry utilise des chameaux pour faire franchir par son escadre le banc à la sortie du port de Put-In-Bay. L'accès au lac Érié fut essentiel dans sa victoire contre les Britanniques lors de la bataille du lac Érié.

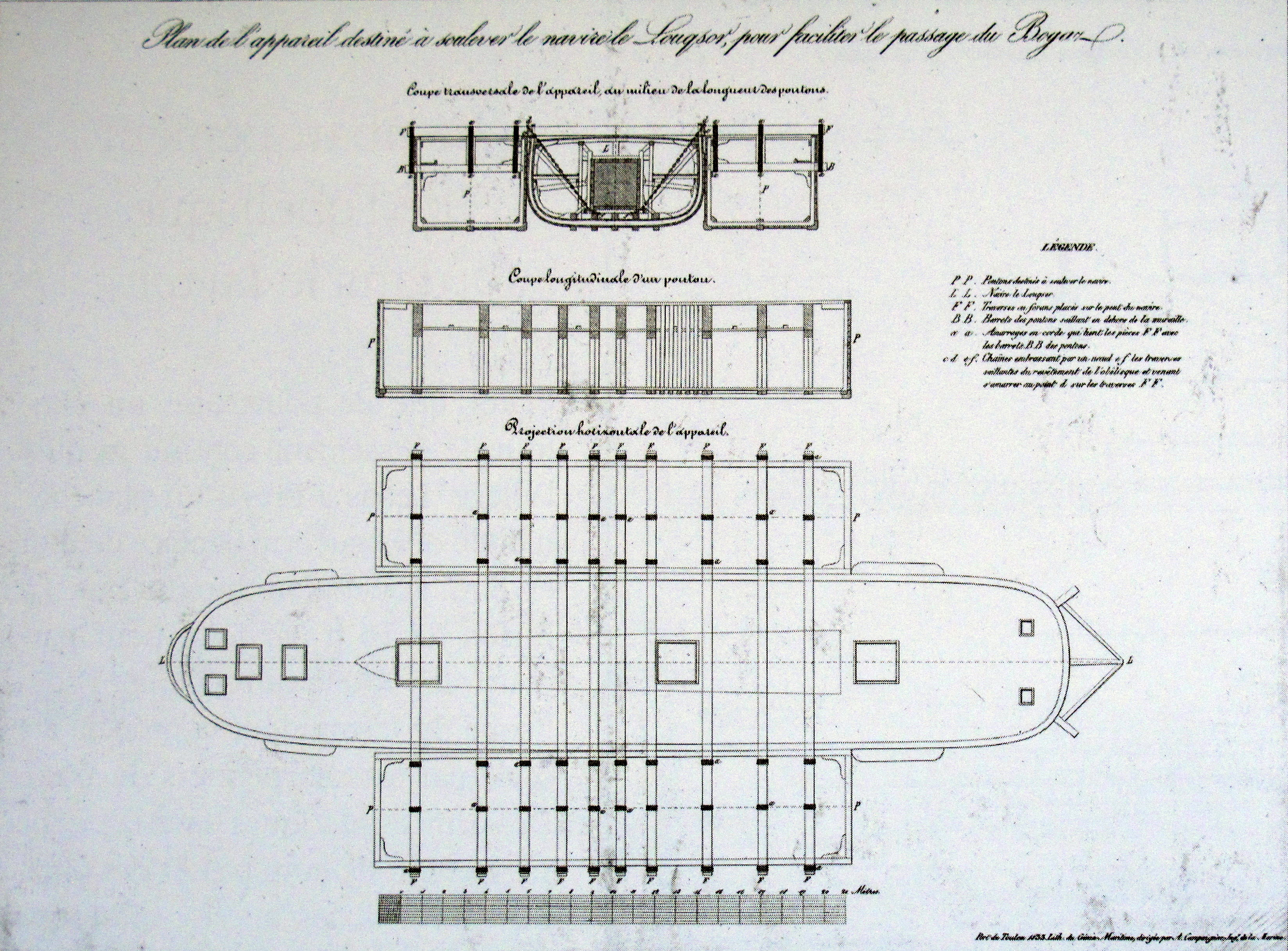
Schémas du Louqsor pour franchir le bogaz

### Sur le Nil
Lors de son voyage retour avec à son bord l'obélisque de Louxor qu'elle ramène en France, l'allège Louqsor arrive, début octobre 1832, devant le dernier obstacle avant la Méditerranée, la barre du Boghâz de Rosette. Le banc de sable est sondé à 2,00 m quand le Louqsor affiche 2,19 m. Après trois mois d'attente, profitant d'un orage, le 1er janvier 1833, le Louqsor, assisté par des péniches locales, franchit l'obstacle,,

## Littérature
Dans le roman de CS Forester de 1945, Le Commodore, qui se déroule en 1812, l'un des navires sous le commandement d'Horatio Hornblower utilise des chameaux pour réduire son tirant d'eau lors du bombardement par les troupes françaises assiégeant Riga dans la mer Baltique.

## Applications modernes

### Le soulèvement du Koursk

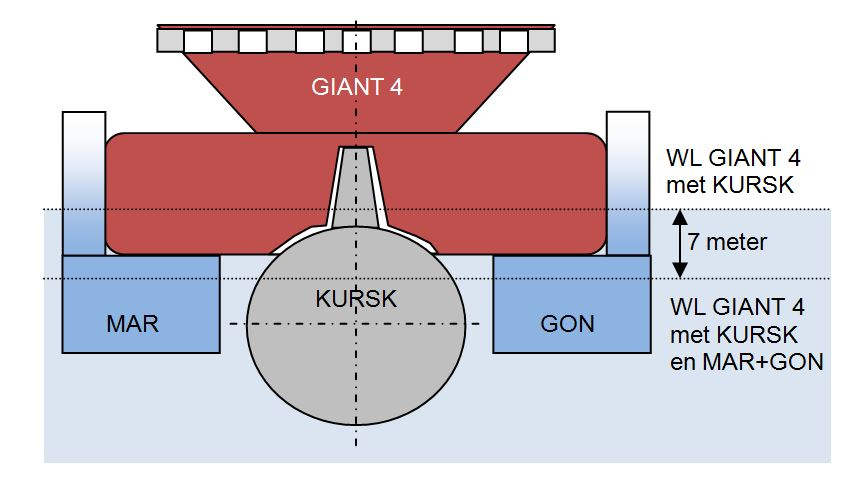

En 2001, la partie arrière du sous-marin nucléaire russe Koursk (154 m et 13 500 t) est renfloué par le navire Giant 4 de Smit Internationale et Mammoet. Après le succès de cette opération, le Koursk est remorqué jusqu'au chantier naval de Roslyakovo, à Mourmansk. Cependant, le Giant 4, avec le Koursk en dessous, est trop profond pour pouvoir y accéder. Le consortium de sauvetage construit deux énormes chaloupes, permettant de renflouer l'ensemble Giant 4-Koursk de 7 mètres. .

### La plate-forme de forageTahitidans le golfe du Mexique
En 2007, les chaloupes sont utilisées lors de l'opération de déchargement de la plate-forme de forage Tahiti. Pesant 24 787 tonnes, le tirant d'eau de ce spar a dû être réduit pour permettre son flottage depuis le navire Dockwise Mighty Servant 3.

### Application dans une marina
Des jetées doivent être surélevées pour l'entretien et le remplacement des flotteurs. Pour ce faire, un chameau est constitué de deux barils en plastique de 5 000 litres reliés entre eux. Pour plus de stabilité, de petits barils sont fixés à leurs extrémités, ce qui maintient le chameau immergé. Ce dispositif est utilisé depuis des années dans une marina aux Pays-Bas .
|  |  |  |